# Uroleucon brevitarsus
Uroleucon brevitarsus är en insektsart. Uroleucon brevitarsus ingår i släktet Uroleucon och familjen långrörsbladlöss. Inga underarter finns listade i Catalogue of Life.